# 노사세뇨라드파티마 당구

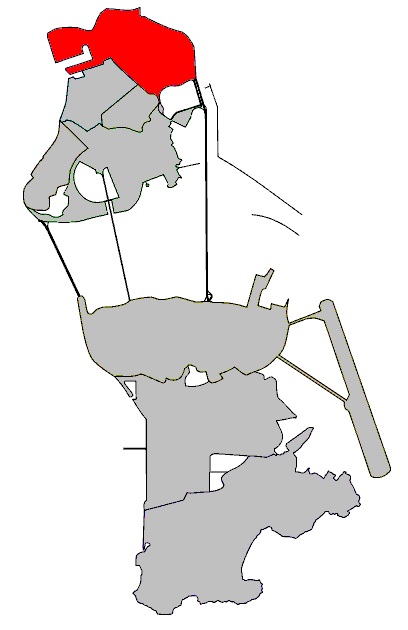
노사세뇨라드파티마 당구의 위치

노사세뇨라드파티마 당구 또는 파티마 당구(포르투갈어: Freguesia de Nossa Senhora de Fátima 프레게지아 드 노사세뇨라드파티마[*]), 화디마 당구(중국어 간체자: 花地玛堂区, 정체자: 花地瑪堂區, 병음: Huādìmǎ Tángqū, 한국어: 화지마 당구)는 마카오반도 최북단에 위치한 당구로 면적은 2.7km2, 인구는 126,000명이다.
마카오에서 가장 큰 당구이며 산투안토니우 당구와 상라자루 당구 북동쪽에 위치한다. 당구의 대부분은 매립지이다. 이 곳은 원래 농지였지만 1970년대에 개발 사업이 시작되었고 현재는 마카오에 있는 공장의 41%가 이 곳에 위치한다.
노사세뇨라드파티마 당구를 구성하는 지역은 다음과 같다:
- 칭주(青洲)
- 타이산(台山)
- 마창(馬場)
- 헤이샤환(黑沙環)
- 왕샤(望廈)
- 콰이쯔지(筷子基)
- 관자(關閘)
- 여우한(祐漢)

## 같이 보기
- 마카오반도